# Kirkman (Iowa)
Kirkman est une ville du comté de Shelby, en Iowa, aux États-Unis. Elle est fondée en 1880 et incorporée le 6 juillet 1892.

## Source de la traduction
- (en) Cet article est partiellement ou en totalité issu de l’article de Wikipédia en anglais intitulé « Kirkman, Iowa » (voir la liste des auteurs).